# Ojciec (film 1967)
Ojciec – polski film krótkometrażowy w reżyserii Jerzego Hoffmana z 1967 roku.

## Fabuła
Przypadkowo napotkany dorożkarz zostaje uproszony przez młodego człowieka, aby zastąpił rzekomo nieobecnego ojca na rozmowie w szkole.

## Obsada
- Tadeusz Fijewski jako woźnica Hipolit Dymek
- Lech Łotocki jako uczeń Zenobiusz Lipowski
- Marek Barbasiewicz jako kolega Zenobiusza
- Jerzy Grałek jako kolega Zenobiusza
- Józef Kondrat jako homoseksualista
- Andrzej Krasicki jako uczestnik narady u ojca Zenobiusza
- Zdzisław Maklakiewicz jako „Święty Franciszek”, mężczyzna karmiący wiewiórki w parku
- Bronisław Pawlik jako dyrektor szkoły
- Aleksander Dzwonkowski jako kasiarz emeryt
- Janusz Paluszkiewicz jako sierżant „Garbaty”, podkomendny starego Lipowskiego z czasów wojny
- Ryszard Pietruski jako uczestnik narady u ojca Zenobiusza
- Michał Pluciński jako Lipowski, ojciec Zenobiusza
- Ewa Szykulska jako koleżanka Zenobiusza; nie występuje w czołówce

## Nagrody
- 1967 – Jerzy Hoffman Kraków (Ogólnopolski Festiwal Filmów Krótkometrażowych) – Nagroda Przewodniczącego Komitetu ds. Radia i Telewizji „Srebrny Lajkonik” dla najlepszego filmu telewizyjnego
- 1967 – Ryszard Pietruski Kraków (Ogólnopolski Festiwal Filmów Krótkometrażowych) – Nagroda Przewodniczącego Komitetu ds. Radia i Telewizji „Srebrny Lajkonik” dla najlepszego filmu telewizyjnego
- 1967 – Jerzy Hoffman Nagroda Ministra Kultury i Sztuki III stopnia
- 1968 – Jerzy Hoffman Złoty Ekran (przyznawany przez pismo „Ekran”)
- 1968 – Ryszard Pietruski Złoty Ekran (przyznawany przez pismo „Ekran”)
- 1968 – Tadeusz Fijewski Złoty Ekran (przyznawany przez pismo „Ekran”)